# Nejvyšší úspěšnost zákroků (ELH)
Toto je seznam úspěšnosti zákroků brankářů dle sezón české extraligy ledního hokeje.

## Vítězové

### Základní část
| Sezóna    | Brankář            | Klub                | Úspěšnost |
| --------- | ------------------ | ------------------- | --------- |
| 1993/1994 | Roman Turek        | HC České Budějovice | 92,67 %   |
| 1994/1995 | Roman Čechmánek    | HC Dadák Vsetín     | 92,28 %   |
| 1995/1996 | Oldřich Svoboda    | HC České Budějovice | 93,46 %   |
| 1996/1997 | Roman Čechmánek    | HC Petra Vsetín     | 92,93 %   |
| 1997/1998 | Milan Hnilička     | HC Sparta Praha     | 94,32 %   |
| 1998/1999 | Dušan Salfický     | HC Keramika Plzeň   | 92,45 %   |
| 1999/2000 | Dušan Salfický     | HC Keramika Plzeň   | 94,22 %   |
| 2000/2001 | Roman Málek        | HC Slavia Praha     | 93,53 %   |
| 2001/2002 | Petr Bříza         | HC Sparta Praha     | 93,46 %   |
| 2002/2003 | Roman Málek        | HC Slavia Praha     | 94,79 %   |
| 2003/2004 | Igor Murín         | HC Hamé Zlín        | 94,03 %   |
| 2004/2005 | Tomáš Pöpperle     | HC Sparta Praha     | 94,86 %   |
| 2005/2006 | Igor Murín         | HC Hamé Zlín        | 94,36 %   |
| 2006/2007 | Milan Hnilička     | Bílí Tygři Liberec  | 94,30 %   |
| 2007/2008 | Martin Vojtek      | HC Oceláři Třinec   | 94,23 %   |
| 2008/2009 | Jakub Sedláček     | PSG Zlín            | 94,29 %   |
| 2009/2010 | Sasu Hovi          | HC Kometa Brno      | 93,01 %   |
| 2010/2011 | Tomáš Duba         | PSG Zlín            | 93,18 %   |
| 2011/2012 | Tomáš Pöpperle     | HC Sparta Praha     | 93,52 %   |
| 2012/2013 | Jakub Kovář        | HC Mountfield       | 93,52 %   |
| 2013/2014 | Matěj Machovský    | HC Škoda Plzeň      | 93,67 %   |
| 2014/2015 | Pavel Francouz     | HC Verva Litvínov   | 93,18 %   |
| 2015/2016 | Branislav Konrád   | HC Olomouc          | 92,96 %   |
| 2016/2017 | Roman Will         | Bílí Tygři Liberec  | 93,47 %   |
| 2017/2018 | Patrik Bartošák    | HC Vítkovice Ridera | 93,34 %   |
| 2018/2019 | Patrik Bartošák    | HC Vítkovice Ridera | 93,53 %   |
| 2019/2020 | Dominik Hrachovina | Bílí Tygři Liberec  | 92,67 %   |
| 2020/2021 | Petr Kváča         | Bílí Tygři Liberec  | 92,46 %   |
| 2021/2022 | Ondřej Kacetl      | HC Oceláři Třinec   | 93,00 %   |
| 2022/2023 | Dominik Furch      | HC Kometa Brno      | 92,61 %   |
| 2023/2024 | Lukáš Klimeš       | HC Vítkovice Ridera | 92,61 %   |
| 2024/2025 | Šimon Zajíček      | HC Verva Litvínov   | 92,97 %   |

### Playoff
| Sezóna                      | Brankář                                         | Klub                                            | Úspěšnost                                       |
| --------------------------- | ----------------------------------------------- | ----------------------------------------------- | ----------------------------------------------- |
| 1993/1994                   | Radovan Biegl                                   | HC Pardubice                                    | 93.54 %                                         |
| 1994/1995                   | Rudolf Pejchar                                  | HC Interconex Plzeň                             | 92.71 %                                         |
| 1995/1996                   | Roman Čechmánek                                 | HC Petra Vsetín                                 | 95.74 %                                         |
| 1996/1997                   | Roman Čechmánek                                 | HC Petra Vsetín                                 | 96.62 %                                         |
| 1997/1998                   | Roman Čechmánek                                 | HC Petra Vsetín                                 | 94.70 %                                         |
| 1998/1999                   | Milan Hnilička                                  | HC Sparta Praha                                 | 92,45 %                                         |
| 1999/2000                   | Petr Bříza                                      | HC Sparta Praha                                 | 96,74 %                                         |
| 2000/2001                   | Vladimír Hudáček                                | HC Continental Zlín                             | 94,51 %                                         |
| 2001/2002                   | Vlastimil Lakosil                               | HC Oceláři Třinec                               | 94,01 %                                         |
| 2002/2003                   | Petr Bříza                                      | HC Sparta Praha                                 | 95,69 %                                         |
| 2003/2004                   | Martin Vojtek                                   | HC Oceláři Třinec                               | 94,92 %                                         |
| 2004/2005                   | Ján Lašák                                       | HC Moeller Pardubice                            | 94,97 %                                         |
| 2005/2006                   | Petr Bříza                                      | HC Sparta Praha                                 | 95,19 %                                         |
| 2006/2007                   | Roman Čechmánek                                 | HC Oceláři Třinec                               | 94,96 %                                         |
| 2007/2008                   | Martin Vojtek                                   | HC Oceláři Třinec                               | 95,03 %                                         |
| 2008/2009                   | Jakub Štěpánek                                  | HC Vítkovice Steel                              | 94,35 %                                         |
| 2009/2010                   | Jakub Štěpánek                                  | HC Vítkovice Steel                              | 93,77 %                                         |
| 2010/2011                   | Jakub Kovář                                     | HC Mountfield                                   | 94,74 %                                         |
| 2011/2012                   | Peter Hamerlík                                  | HC Oceláři Třinec                               | 92,93 %                                         |
| 2012/2013                   | Miroslav Kopřiva                                | HC Slavia Praha                                 | 96,51 %                                         |
| 2013/2014                   | Filip Šindelář                                  | HC Vítkovice Steel                              | 94,70 %                                         |
| 2014/2015                   | Pavel Francouz                                  | HC Verva Litvínov                               | 95,30 %                                         |
| 2015/2016                   | Matěj Machovský                                 | HC Škoda Plzeň                                  | 93,16 %                                         |
| 2016/2017                   | Marek Čiliak                                    | HC Kometa Brno                                  | 94,59 %                                         |
| 2017/2018                   | Roman Will                                      | Bílí Tygři Liberec                              | 94,06 %                                         |
| 2018/2019                   | Marek Čiliak                                    | HC Kometa Brno                                  | 93,44 %                                         |
| 2019/2020                   | z důvodu pandemie covidu-19 se play off nehrálo | z důvodu pandemie covidu-19 se play off nehrálo | z důvodu pandemie covidu-19 se play off nehrálo |
| 2020/2021                   | Ondřej Kacetl                                   | HC Oceláři Třinec                               | 95,49 %                                         |
| 2021/2022                   | Ondřej Kacetl                                   | HC Oceláři Třinec                               | 93,75 %                                         |
| 2022/2023                   | Aleš Stezka                                     | HC Vítkovice Ridera                             | 95,96 %                                         |
| 2023/2024                   | Marek Mazanec                                   | HC Oceláři Třinec                               | 93,71 %                                         |
| 2024/2025                   | Michal Postava                                  | HC Kometa Brno                                  | 94,02 %                                         |
| Zdroj na eliteprospects.com |                                                 |                                                 |                                                 |